# Weißkehlente

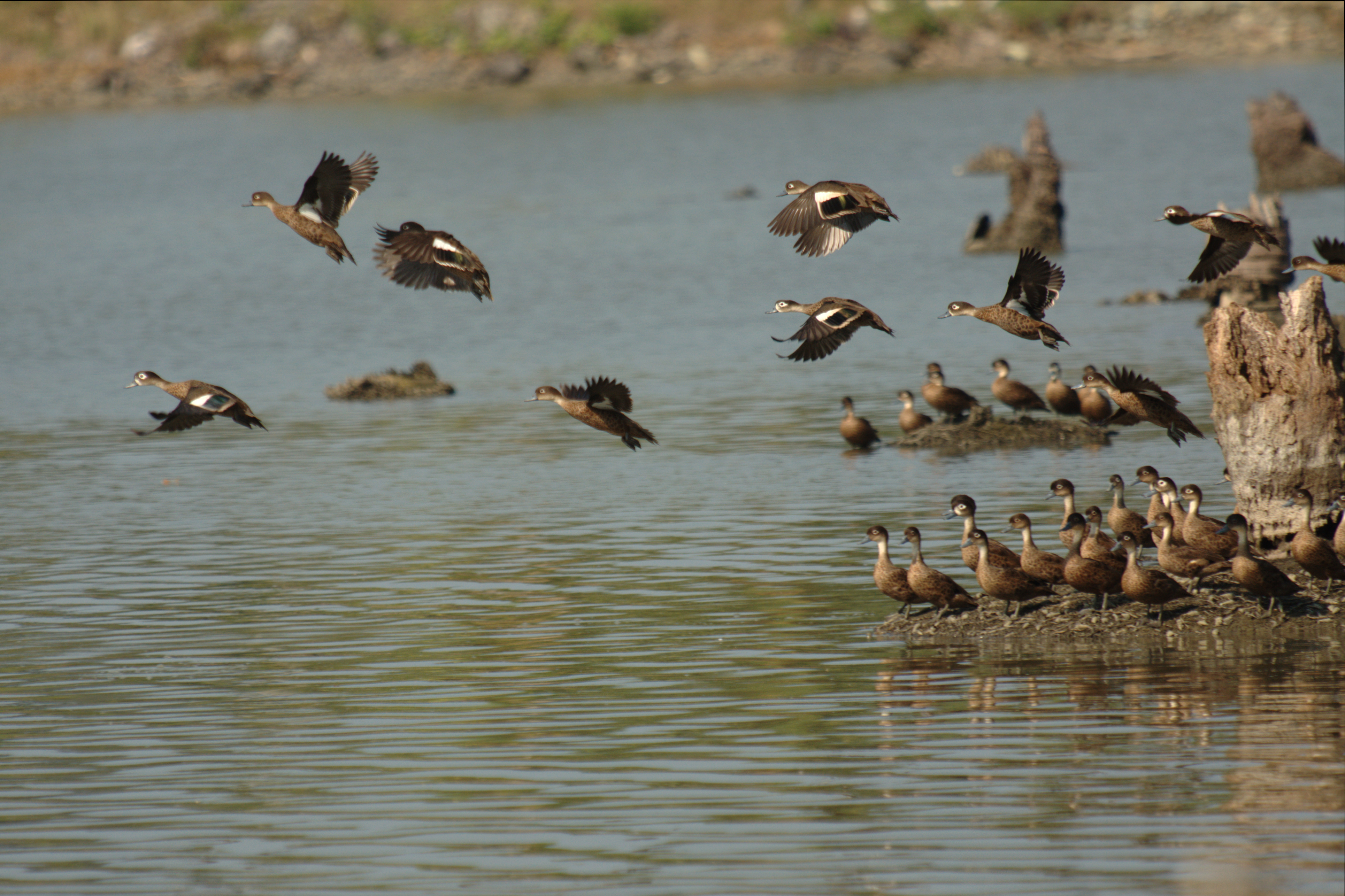
Weißkehlenten

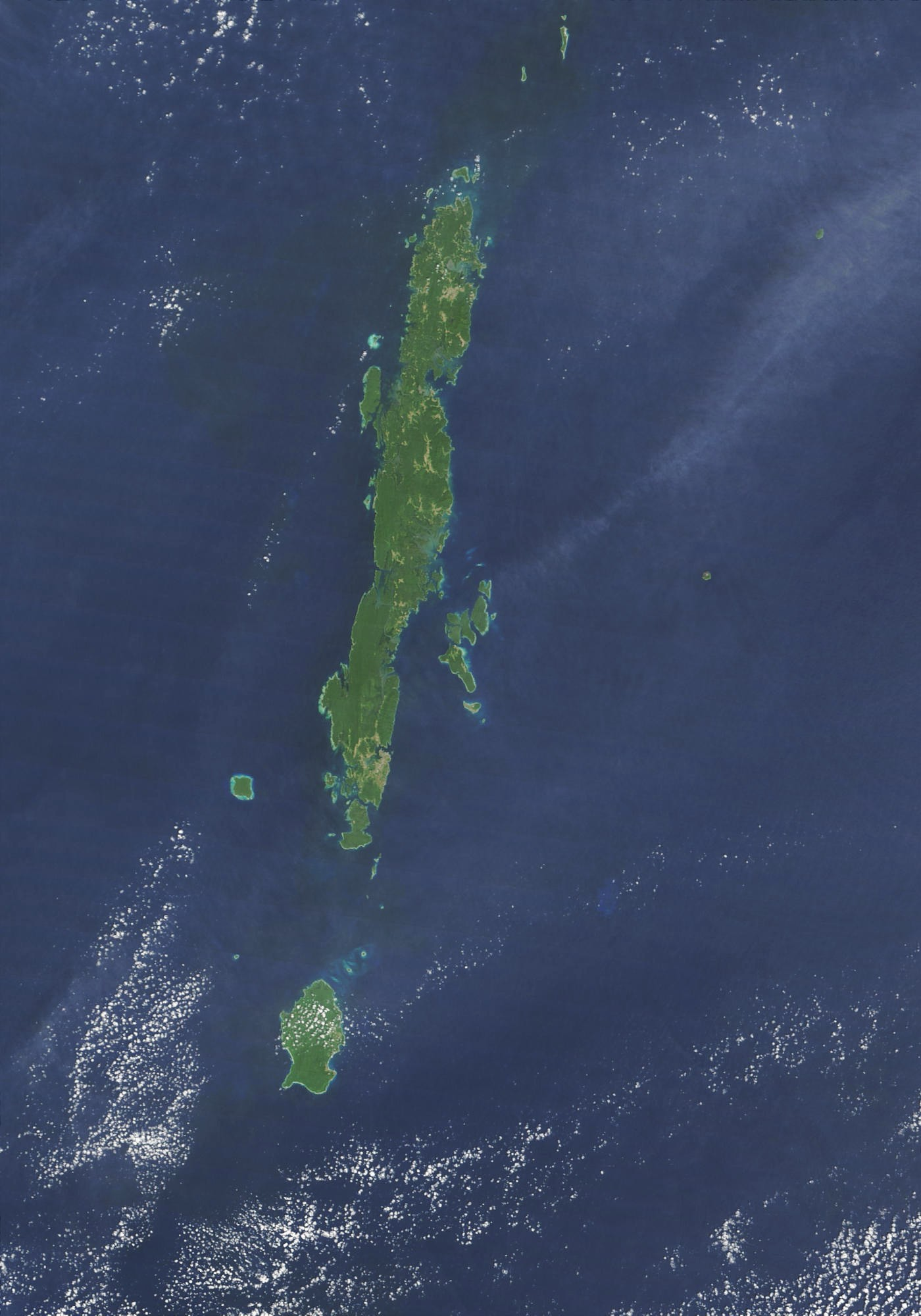
Satellitenaufnahme der Andamanen

Die Weißkehlente (Anas albogularis), auch Andamanen-Weißkehlente genannt, ist ein Entenvogel, der zu den Schwimmenten gerechnet wird. Sie ist eine endemische Entenart der Andamanen. Ihr Artstatus ist jedoch umstritten, da sie von einigen Autoren als Unterart der Sundaente eingeordnet wird. Jedenfalls ist sie mit der Sundaente und der Australente eng verwandt und wird im deutschen Sprachgebrauch bisweilen mit diesen als Artengruppe der Weißkehlenten zusammengefasst.

## Erscheinungsbild
Die Weißkehlente weist weder einen saisonalen Dimorphismus noch einen ausgeprägten Geschlechtsdimorphismus auf. Sie ähnelt in ihrem Erscheinungsbild weitgehend der Australente, ist aber insgesamt etwas dunkler, und das graue Federkleid ist insgesamt etwas bräunlicher.
Der Scheitel der Weißkehlente ist fast einheitlich schwarz. Die Art hat außerdem einen weißen Augenring. Weiße Farbflecken können sich außerdem im Gesicht, an der Kehle oder am vorderen Hals befinden. Die Stirn ist leicht aufgewölbt, wobei die Wölbung allerdings nicht so ausgeprägt ist wie bei der Sundaente.
Der Mauserverlauf ist für diese Entenart bislang nicht hinreichend beschrieben. Er ist aber vermutlich vergleichbar zu dem der Australente.
Auch die Küken der Weißkehlente weisen eine große Ähnlichkeit zu denen der Australente auf. Sie sind auf der Körperoberseite graubraun und haben eine grauweiße Körperunterseite. Die Gesichtszeichnung ist variabel.

## Verbreitung und Bestand
Die Weißkehlente kommt ausschließlich auf den Andamanen vor. Im Norden kommt sie dort auf zwei Inseln vor, sie besiedelt außerdem die mittleren Andamanen sowie die Südinseln. Auf den nahe gelegenen Nikobaren fehlt sie. Als Irrgast erreicht die Weißkehlente – sehr selten – auch die Küste von Myanmar.
Der Bestand an Weißkehlenten wird von BirdLife International im Auftrag der Weltnaturschutzunion IUCN im Jahr 2024 auf 1.000 bis 2.500 Individuen geschätzt.  BirdLife International führte die Weißkehlente lange in ihrer Liste der bedrohten Arten nicht auf. Das war darauf zurückzuführen, dass sie hier als Unterart der Sundaente betrachtet wurde. Auf Grund der kleinen Individuenanzahl und des verhältnismäßig kleinen Verbreitungsgebietes wird sie von anderen Organisationen wie beispielsweise der IUCN SSC Threatened Waterfowl Specialist Group (TWSG) als bedroht eingeordnet. In der Roten Liste der IUCN 2024 wird die Art als „near threatened“ eingestuft (im Deutschen meist als „potenziell gefährdet“ wiedergegeben). Grund ist der zwar sehr kleine, aber bisher stabile Bestand ohne erkennbare Rückgangstendenz. Hauptbedrohungen sind neben der Jagd Trockenlegungen von Feuchtzonen für Straßenbau und Landwirtschaft.

## Lebensweise
Die Weißkehlente kommt überwiegend in Mangrovensümpfen an der Küste vor. Sie besiedelt auch die wenigen Süßwasserlagunen auf den Andamen und nutzt Reisfelder. Als Brutplatz werden auch kleine Waldtümpel im Landesinneren genutzt.
Über die Fortpflanzung ist nur sehr wenig bekannt. Die Fortpflanzungszeit beginnt im frühen Juli. Die Nester werden sowohl in Baumhöhlen als auch auf dem Grund errichtet. Ein Vollgelege umfasst vermutlich weniger als zehn Eier. Die Eier sind cremefarben und nicht glänzend. Mit einem Maß von 49 Millimeter × 36,2 Millimeter sind sie groß im Verhältnis zur Größe des Weibchens. Die Küken werden von beiden Elternvögeln geführt.

## Haltung in menschlicher Obhut
Wie die Sundaente und die Australente trägt auch die Weißkehlente ein recht unscheinbares Gefieder. Sie weckt daher nicht viel Interesse bei Privathaltern. Der Zoo in London züchtete erstmals 1909 mit Weißkehlenten. Seine Zucht war anfangs sehr erfolgreich. In späteren Jahren wuchsen jedoch weniger juvenile Enten heran als adulte wegstarben. Dem britischen Wildfowl Trust, der bei der Erhaltungszucht seltener Entenarten häufig große Erfolge erzielt, gelang 1982 die Nachzucht. In den Jahren 1983 und 1984 starb allerdings die gesamte Nachzuchtgruppe. Im Jahre 2005 gab es außerhalb der Andamanen keine Weißkehlenten mehr.